# Chunlei Guo
Chunlei Guo is fysicus en professor bij The Institute of Optics aan de Universiteit van Rochester, Verenigde Staten.
Samen met zijn team onderzoekt Chunlei Guo de mogelijkheden om door middel van het creëren van nanostructuren materialen nieuwe optische, elektrische, mechanische, biologische, eigenschappen te geven. Hij gebruikt hiervoor de femtoseconde laser (licht). De laser zendt pulsen uit van één zestigste miljoenste van één miljardste seconde (femtoseconde) die zo krachtig zijn dat atomen aan de oppervlakte van het behandelde materiaal zich hervormen in nanostructuren.
Eind 2006 ontdekte Chunlei Guo dat het met de femtoseconde laser mogelijk is nanostructuren te creëren op de oppervlakte van metalen die het licht voor nagenoeg 100% absorberen. In 2008 was hij in staat om de optische eigenschappen van elk metaal te veranderen. Hij heeft de volledige controle om welk metaal dan ook slechts een deel van het spectrum te laten reflecteren. Zodoende kan hij het materiaal elke kleur geven die hij wenst. De nanostructuren reflecteren selectief slechts een deel van het spectrum en geven daarmee het metaal haar kleur. Dit zijn kijkhoek onafhankelijke structurele kleuren. Deze kleuren zijn niet iriserend. De kleur blijft hetzelfde vanuit elke kijkhoek.
In de periode 2016-2018 heeft Chunlei Guo samen gewerkt met kunstenaar Rubins J. Spaans in een project op zoek naar de puurste kijkhoek onafhankelijke structurele kleuren. In mei 2018 presenteren Guo en Rubins de eerste twee kunstwerken ooit gemaakt met kijkhoek onafhankelijke structurele kleuren.

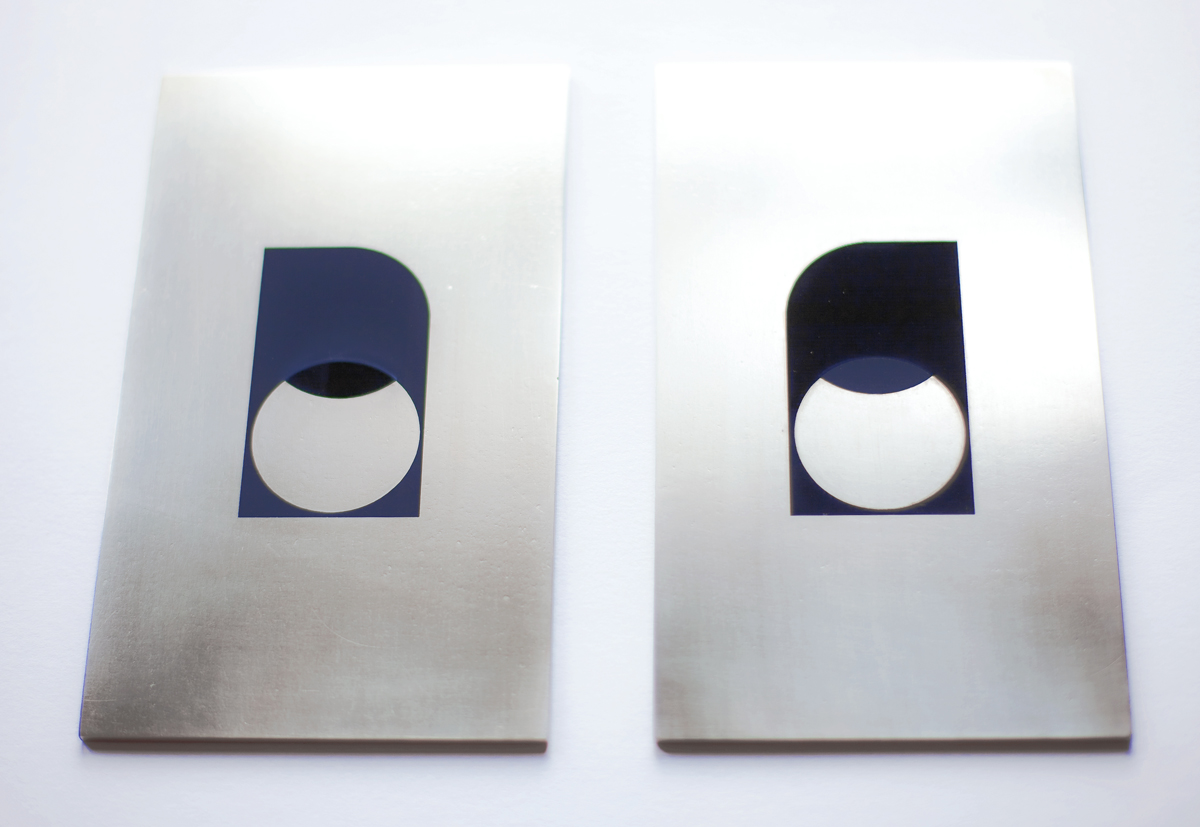
Chunlei Guo and Rubins J. Spaans - first artworks ever with angle-independent structural colors